# Poppo II van Istrië
Poppo II van Istrië (ca. 1060 - 1098) was markgraaf van Istrië. 
Poppo was een zoon van Ulrich I van Weimar-Orlamünde (die ook markgraaf van Istrië was geweest) en van Sophia van Hongarije. Hij werd in 1095 markgraaf van Istrië, als opvolger van zijn schoonvader. Poppo overleed al in 1098, omdat zijn kinderen nog jong waren ging het markgraafschap over op zijn broer Ulrich II van Weimar. 
Poppo huwde met Richardis (ca. 1070 - 10 april ca. 1130), dochter van Engelbert I van Spanheim, en werd de vader van:
- mogelijk Poppo (ovl. na 1117);
- Ulrich (ovl. 1124);
- Sieghard (ovl. 1124), priester;
- Sophia (ca. 1096 - 16 september 1132), gehuwd met Berthold II van Andechs. Ze kregen vijf kinderen waaronder Berthold III van Andechs, markgraaf van Istrië;
- Hedwig (-1162), gehuwd met Herman I van Winzenburg en met graaf Albert II van Bogen.

Richardis hertrouwde met Gebhard van Wasserburg, graaf van Diessen. 